# Макс Вальє
Макс Вальє (нім. Max Valier; 9 лютого 1895 — 17 травня 1930) — австрійський піонер ракетної техніки, один із засновників німецького Товариства міжпланетних сполучень (VfR — Verein für Raumschiffahrt).

## Біографія

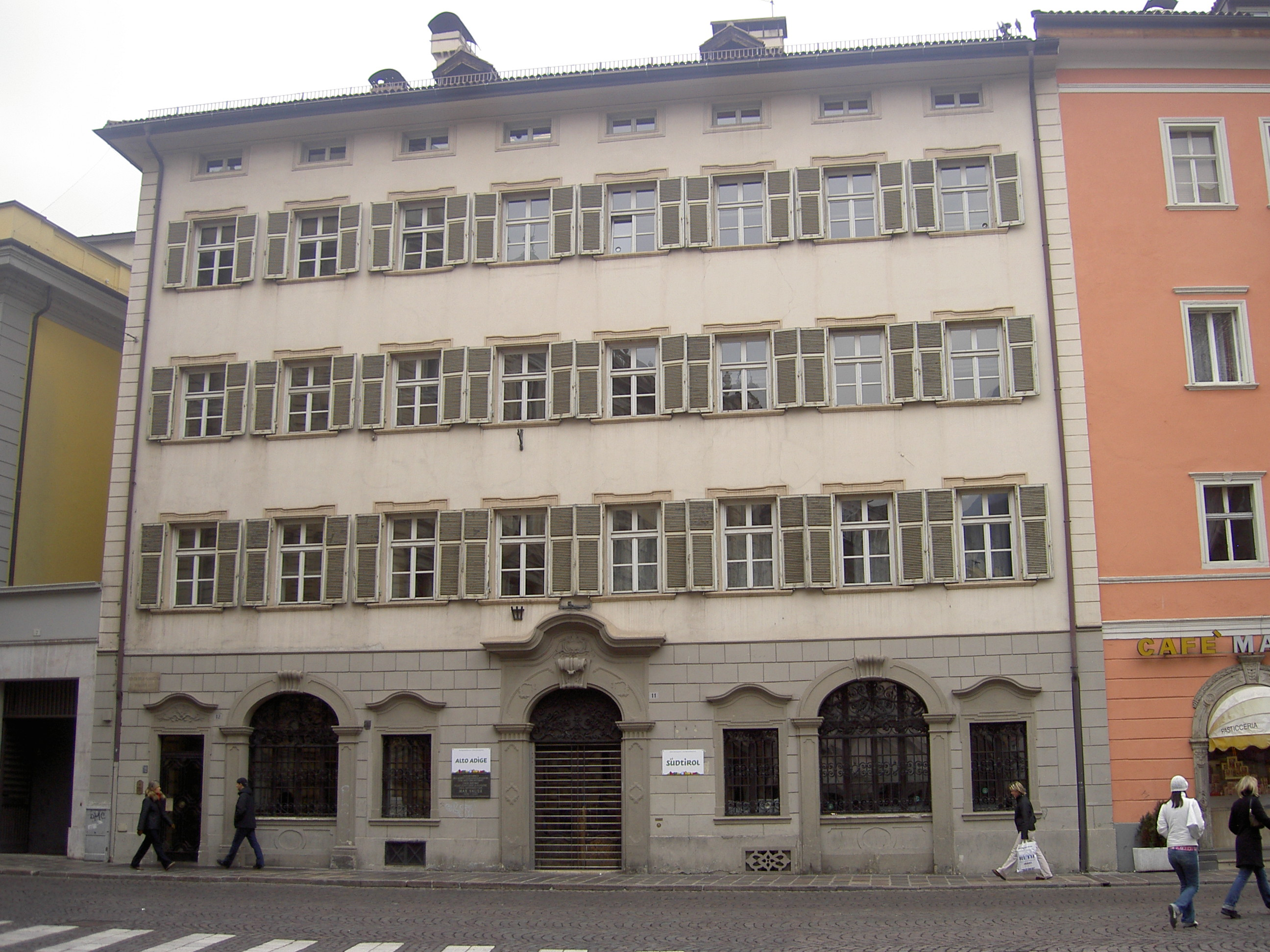
Будинок, в якому народився Макс Вальє

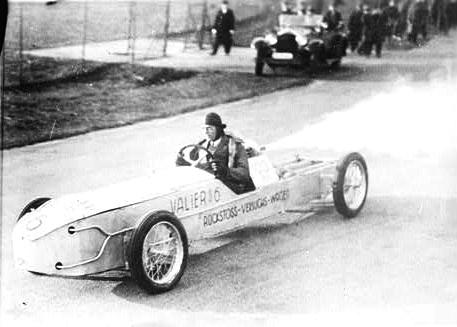
Вальє в ракетному автомобілі, квітень 1930

Вальє народився в Боцені, Тіроль (нині в провінції Больцано-Боцен, Італія) і в 1913 почав вивчати фізику в університеті Інсбрука. Він також працював механіком на прилеглій фабриці. Навчання було перерване Першою світовою війною, під час якої він служив в австро-угорських збройних силах.
Після війни Вальє не повернувся до навчання, а став підробляти журналістом, писав про науку. У 1923 він прочитав фундаментальну книгу Германа Оберта «Ракета для міжпланетного простору» і надихнувся ідеєю написати подібну ж книгу для більш широкої аудиторії. За допомогою Оберта, він опублікував у наступному році «Прорив у космос». Книга стала бестселером, витримавши 6 перевидань до 1930 року. За нею послідували численні статті Вальє про польоти в космос, з назвами на зразок «З Берліна до Нью-Йорка за одну годину» і «Смілива подорож на Марс».
У 1928—1929 Вальє, разом з Фріцем фон Опелем працювали над рядом ракетних автомобілів і літаків. Для фон Опеля це було способом розрекламувати компанію Опель, а для Вальє — спосіб привернути в суспільстві увагу до ракетної техніки. Саме Вальє привернув Фрідріха Цандера як постачальника твердопаливних двигунів. До кінця 1920-х років, VFR зосередили свої зусилля на ракетах на рідкому паливі. Їх перші успішні вогневі випробування з рідким паливом (тривалістю п'ять хвилин) відбулися на заводі Хайландт 25 січня 1930 (у співпраці з Вальтером Ріделем). 19 квітня 1930, Вальє зробив перший випробувальний заїзд на ракетному автомобілі з рідким паливом, Valier-Heylandt Rak 7.
Оберт критикував ідею Вальє про ракетний автомобілі. Так як швидкість машини значно менше надзвукового ракетного вихлопу, то велика частина кінетичної енергії переходить вихлопним газам, а не машині. Ракетні двигуни вельми ефективні, але ось з цієї причини вони не підходять для автомобілів.
Менш ніж через місяць Вальє загинув, коли ракета зі спиртовим паливом вибухнула на випробувальному стенді в Берліні (за іншою версією — випробування відбувались з використанням парафіну замість етилового спирту). Осколки двигуна поранили його в аорту і він помер практично одразу. Його протеже Артур Рудольф продовжив роботу над поліпшеною і більш безпечною версією двигуна Вальє. Очолив роботи Вальтер Рідель.
Пам'ять про Макса Вальє досі зберігається в Південному Тиролі (Провінція Больцано), де він шанується як один з відомих винахідників і вчених з цієї провінції. Ряд установ названий його ім'ям.
На честь Вальє названий кратер на Місяці.